# Masaya Watanabe
Masaya Watanabe (japanisch 渡邊 将矢 Watanabe Masaya; * 1. März 2003 in der Präfektur Fukuoka) ist ein japanischer Fußballspieler.

## Karriere
Masaya Watanabe erlernte das Fußballspielen in den Jugendmannschaften vom Rouji SC und Vitesse Fukuoka sowie in der Schulmannschaft der Higashi Fukuoka High School. Von April 2021 bis Jahresende war er vertrags- und vereinslos. Im Januar 2022 ging er nach Deutschland. Hier schloss er sich dem TuS Bövinghausen aus Dortmund an. Mit dem Verein spielte er fünfmal in der sechstklassigen Westfalenliga. Am Ende der Saison feierte er mit dem Klub die Meisterschaft und den Aufstieg in die Oberliga Westfalen. Nach dem Aufstieg verließ er den Verein und schloss sich zu Beginn der Saison 2022/23 dem TuRU Düsseldorf an. Mit dem Klub aus Düsseldorf spielte er sechsmal in der Oberliga Niederrhein. Nach einem halben Jahr wechselte er im Februar 2023 zum in der ersten singapurischen Liga spielenden Albirex Niigata (Singapur). Der Verein ist ein Ableger des japanischen Erstligisten Albirex Niigata. Sein erstes Pflichtspiel in der Liga bestritt er am 1. Spieltag am 25. Februar 2023 im Heimspiel gegen die Young Lions. Bei dem 3:0-Sieg wurde er in der 88. Minute für Shodai Yokoyama eingewechselt. Am Ende der Saison 2023 feierte er mit Niigata die singapurische Meisterschaft.

## Erfolge
TuS Bövinghausen
- Westfalenliga: 2021/22  ▲

Albirex Niigata (Singapur)
- Singapurischer Meister: 2023